# Cantonul Neuilly-Plaisance
Cantonul Neuilly-Plaisance este un canton din arondismentul Le Raincy, departamentul Seine-Saint-Denis, regiunea Île-de-France, Franța.

## Comune
| Comune            | Populație (1999) | Cod poștal | Cod INSEE |
| ----------------- | ---------------- | ---------- | --------- |
| Neuilly-Plaisance | 20 703           | 93360      | 93049     |